# Stara mestna hiša, Levoča
Zgodovinska mestna hiša (slovaško Radnica) v slovaškem mestu Levoča (nemško Leutschau) stoji na trgu (današnje slovaško ime Námestie Majstra Pavla), med rimskokatoliško cerkvijo sv. Jakoba na severu in protestantsko cerkvijo na jugu.
Prvotna dvonadstropna gotska stavba je bila zgrajena okoli leta 1470. Po dendrokronološkem pregledu lesenih desk, skritih v stenah, ki je bila opravljena v letih 2022–2023, je bil les za to pridobljen okoli leta 1415, kar kaže na zgodnejšo gradnjo, kot se je predpostavljalo. Ta stavba je pogorela v uničujočem mestnem požaru 7. junija 1550, izgubljen pa je bil tudi mestni arhiv, ki je bil v stavbi. Nato se je začela prenova v renesančnem slogu, pri čemer je stavba delno dobila nadstropne arkade na zahodni in južni strani. Po ponovnem požaru leta 1599 so bila izvedena dodatna dela, ki so trajala do leta 1615. Leta 1615 so na južno stran dodali alegorične freske, ki prikazujejo Pravičnost, Pogum, Potrpežljivost, Preudarnost in Zmernost. Od leta 1656 do 1661 so med cerkvijo sv. Jakoba in mestno hišo zgradili renesančni zvonik, v katerem so bile tudi ure. Leta 1768 je bil stolp s hodnikom povezan z mestno hišo in je tako kot glavna stavba v 18. stoletju dobil baročno zasnovo. Od leta 1893 do 1895 je bila mestna hiša (vendar ne zvonik) preurejena v historizirajočem renesančnem slogu.
Stavba je bila do leta 1955 sedež mestne uprave, danes pa je sedež podružnice Spišskega muzeja (slovaško Spišské múzeum), ki je del mreže Slovaškega narodnega muzeja. V notranjosti so stalne razstave o zgodovini mesta in umetnostni zgodovini Spisa. Dostopni prostori vključujejo sobo sveta in veliko dvorano, obokano s tremi stebri. Tam je razstavljen tudi portret »Bele žene iz Leutschaua« (Julianna Korponay-Géczy). Pred jugovzhodnim vogalom mestne hiše je zgodovinski sramotilni steber iz okoli leta 1600.